# Баптистерій

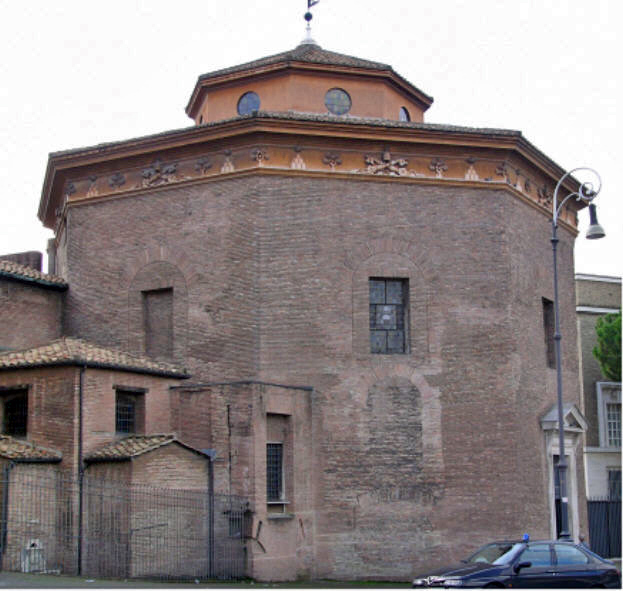
Восьмикутний баптистерій у Латерано (Рим) з четвертого століття.

Баптисте́рій (лат. baptisterium, грец. βαπτιστήριον — «хрестильня»; від βαπτίζω — «хрещу») — прибудова до храму або окрема будівля, призначена для здійснення хрещення. Всередині баптистерію розташовується хрестильна купіль, як правило, досить великого розміру, щоб у ній могла розміститися доросла людина, або навіть кілька людей.

## Історія
Баптистерії відомі не раніше як від IV ст. і спочатку мали досить великі розміри. Часто вони служили для підготовки людей, що готувалися прийняти хрещення, а іноді і для зборів християнської громади. Приблизно від початку IX ст. баптистерії зустрічаються значно рідше, через християнізацію основної маси населення, що призвело до того, що більшість людей приймали хрещення ще в дитячому віці. Розміри купелі зменшилися — замість басейну вона набрала виду великої чаші, яка могла бути як переносною (як правило, у цьому випадку вона виготовлялася з металу), так і стаціонарною. В останньому випадку вона встановлювалася у каплиці або ж у храмі — біля західної стіни, ближче до входу (так було прийнято на Заході) або в особливому притворі (поширеніше на Сході). У XX ст. через зростання числа дорослих людей, що бажали прийняти хрещення, баптистерії у хрестильних храмах знову стали набувати частішого використання.

## Галерея

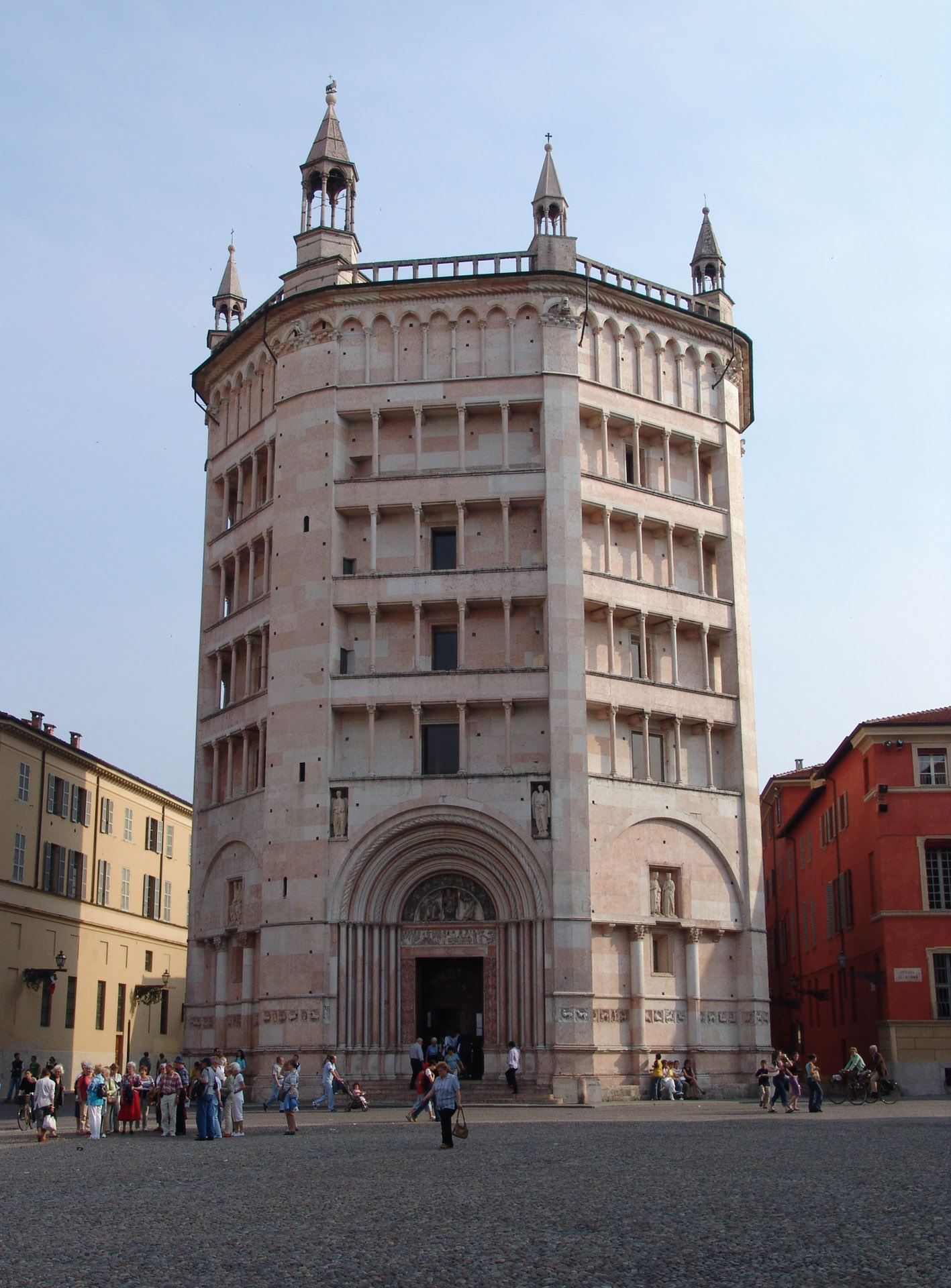
Пармський баптистерій
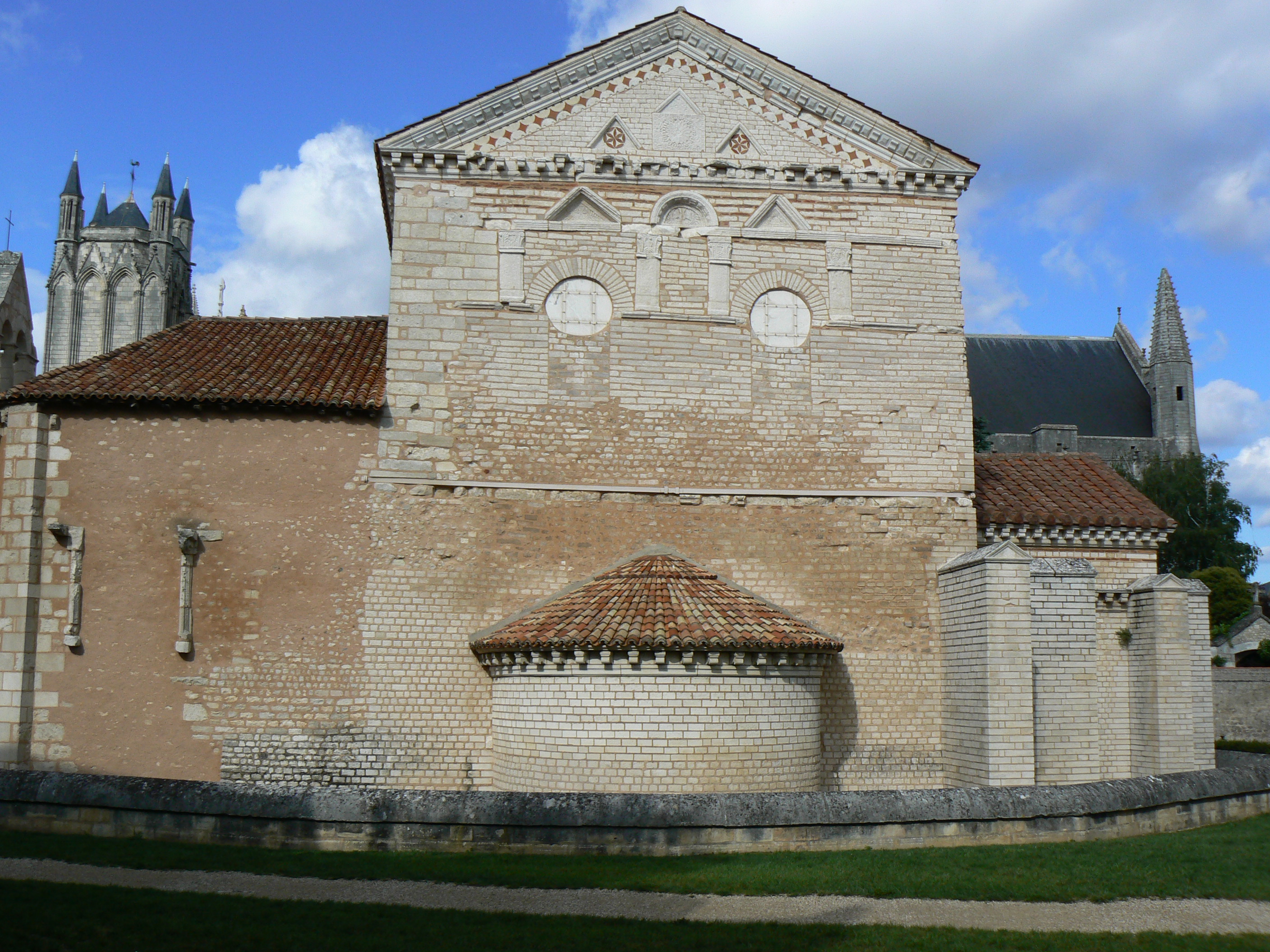
Баптистерій Сен-Жан
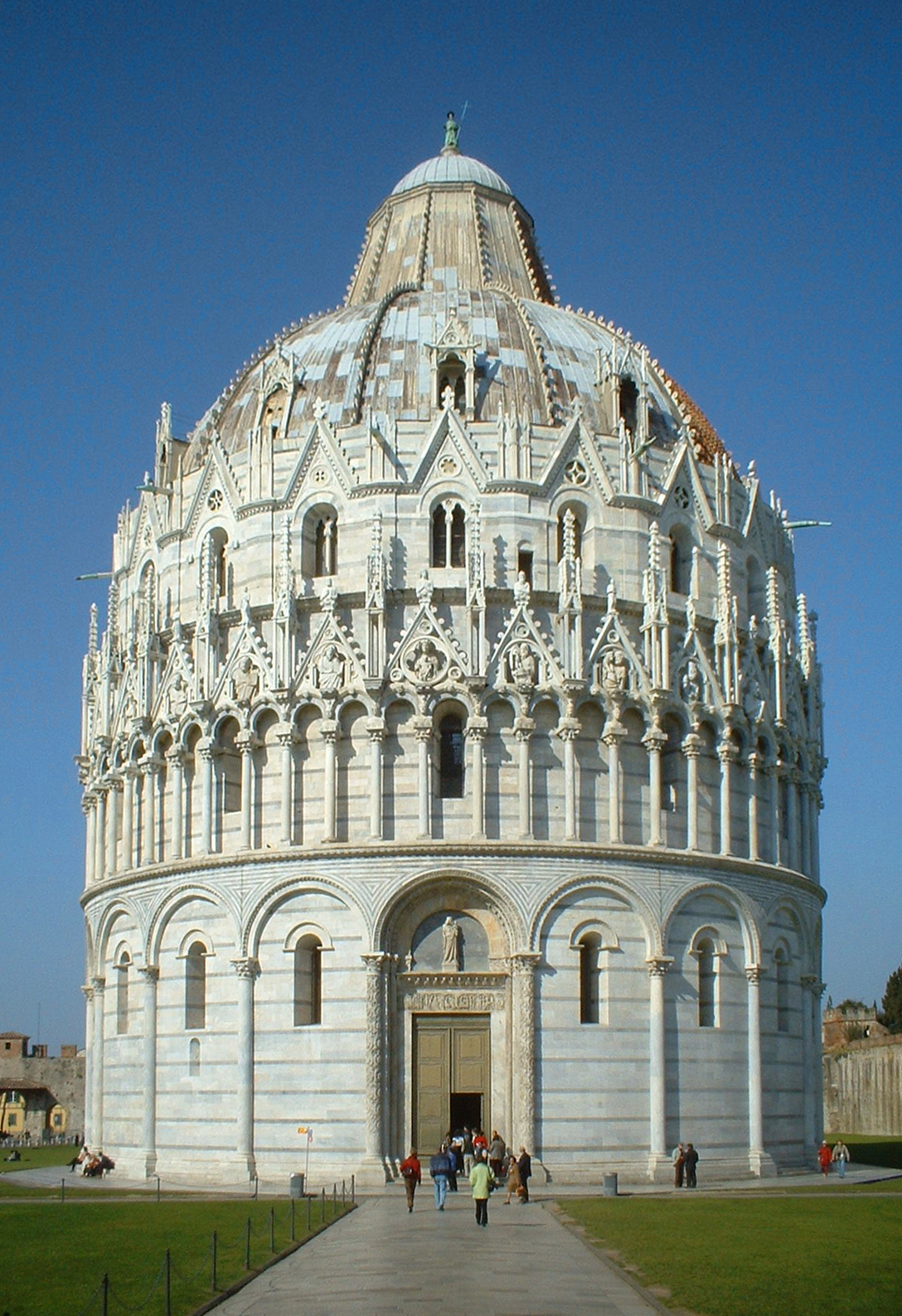
Пізанський баптистерій
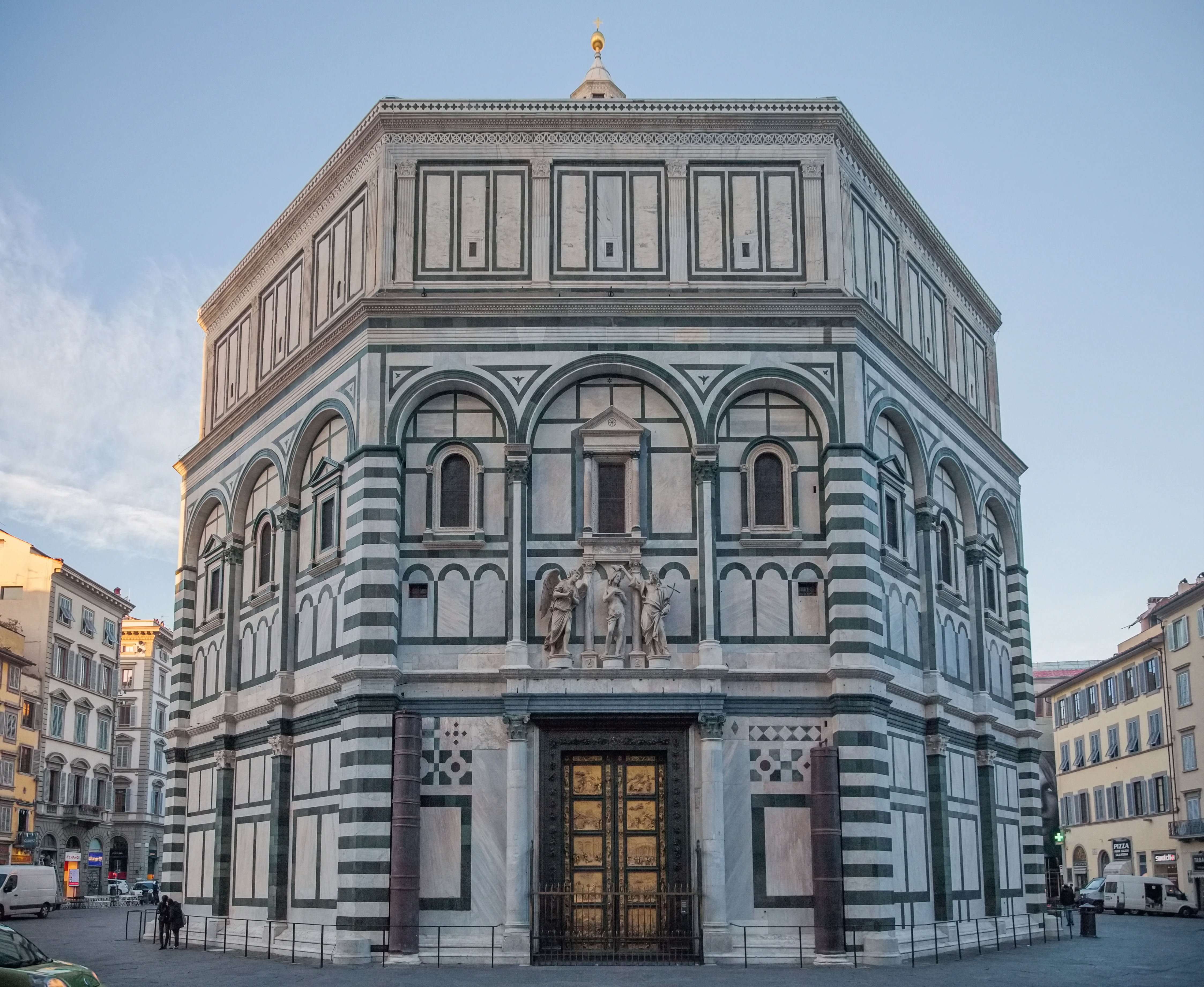
Флорентійський баптистерій